# Mesanthura bivittata
Mesanthura bivittata är en kräftdjursart som beskrevs av Brian Frederick Kensley 1987. Mesanthura bivittata ingår i släktet Mesanthura och familjen Anthuridae. Inga underarter finns listade i Catalogue of Life.